# 4th of July (Fireworks)
"4th of July (Fireworks)" é uma canção de Kelis, tendo sido lançada como segundo single do seu quinto álbum, Flesh Tone. O single foi lançado em junho de 2010 na América do Norte e em julho do mesmo ano no Reino Unido.

## Promoção
Kelis executou a canção pela primeira vez na televisão norte-,no The Tonight Show with Jay Leno, em 18 de junho. Kelis cantou a canção no The Today Show e no 106 e Park.
No Reino Unido, Kelis cantou a canção no programa Later with Jools Holland, o Glastonbury Festival de 2010 e, em 4 de julho de 2010, ela apresentou-o na T4 on the Beach, assim como no Alan Carr: Chatty Man, que foi ao ar nessa mesma noite.

## Vídeo Musical
O vídeo foi codirigido por Kelis, John "Rankin" Waddell e Nicole Ehrlich no deserto perto de Los Angeles. O vídeo retrata Kelis como os quatro elementos naturais (terra, vento, água e fogo). O vídeo estreou em 16 de junho de 2010 no Youtube e no VEVO.

## Desempenho nas paradas
"4th of July (Fireworks)" primeiro estreou no UK Dance Chart, no número 39, a 28 de maio de 2010, após o lançamento do álbum Flesh Tone, antes de cair fora do Top 40. O single reentrou no gráfico de número 17, em 28 de junho de 2010, antes de subir ao número 15 na semana seguinte. Depois de subir para o número 128 em 28 de junho de 2010, o single entrou no Top 100, no número 82, em 4 de julho de 2010.

## Faixas
- Download Digital[6]

1. "4th of July (Fireworks)" - 5:29 (Kelis, Baptiste, Damien Leroy, Jamie Munson, Anthony Burns, Vanessa Fischer, Ronald Morris, Jeff Scheven)

- CD Single do Reino Unido[7]

1. "4th of July (Fireworks)" (Radio Edit) - 3:10
2. "4th of July (Fireworks)" (Calvin Harris Remix) - 5:38

- EP do Reino Unido[8]

1. "4th of July (Fireworks)" (Club Version) - 3:39
2. "4th of July (Fireworks)" (Richard X Remix) - 6:20
3. "4th of July (Fireworks)" (Calvin Harris Remix) - 5:38

- EP The Remixes dos EUA[9]

1. "4th of July (Fireworks)" (Rusko Remix) - 4:10
2. "4th of July (Fireworks)" (Richard X Remix) - 6:20
3. "4th of July (Fireworks)" (Burns Remix) - 5:22
4. "4th of July (Fireworks)" (Calvin Harris Remix) - 5:39
5. "4th of July (Fireworks)" (Fernando Garibay Remix) - 5:17

## Gráficos
| Parada (2010)                            | Posição |
| ---------------------------------------- | ------- |
| UK Singles (The Official Charts Company) | 32      |
| UK Dance (The Official Charts Company)   | 6       |
| US Hot Dance Club Play                   | 26      |

## Histórico de Lançamento
| País           | Data               | Formato          | Gravadora       |
| -------------- | ------------------ | ---------------- | --------------- |
| Estados Unidos | 8 de junho de 2010 | download digital | will.i.am music |
| Reino Unido    | 4 de julho de 2010 | download digital | Polydor Records |
| Reino Unido    | 5 de julho de 2010 | CD Single        | Polydor Records |